# Вальдемора
Вальдемора (ісп. Valdemora) — муніципалітет в Іспанії, у складі автономної спільноти Кастилія-і-Леон, у провінції Леон. Населення — 85 осіб (2010).
Муніципалітет розташований на відстані близько 240 км на північний захід від Мадрида, 47 км на південь від Леона.

## Демографія
Динаміка населення (INE ):